# Mamédy Doucara
Mamédy Doucara (París, 28 de julio de 1981) es un deportista francés que compitió en taekwondo.
Ganó una medalla de oro en el Campeonato Mundial de Taekwondo de 2001 y tres medallas en el Campeonato Europeo de Taekwondo entre los años 2008 y 2014.

## Palmarés internacional
| Campeonato Mundial | Campeonato Mundial      | Campeonato Mundial | Campeonato Mundial |
| Año                | Lugar                   | Medalla            | Categoría          |
| ------------------ | ----------------------- | ------------------ | ------------------ |
| 2001               | Jeju (Corea del Sur)    | Medalla de oro     | –78 kg             |
| Campeonato Europeo |                         |                    |                    |
| Año                | Lugar                   | Medalla            | Categoría          |
| 2008               | Roma (Italia)           | Medalla de bronce  | –78 kg             |
| 2010               | San Petersburgo (Rusia) | Medalla de bronce  | –80 kg             |
| 2014               | Bakú (Azerbaiyán)       | Medalla de bronce  | –80 kg             |